# Trabajos de amor perdidos

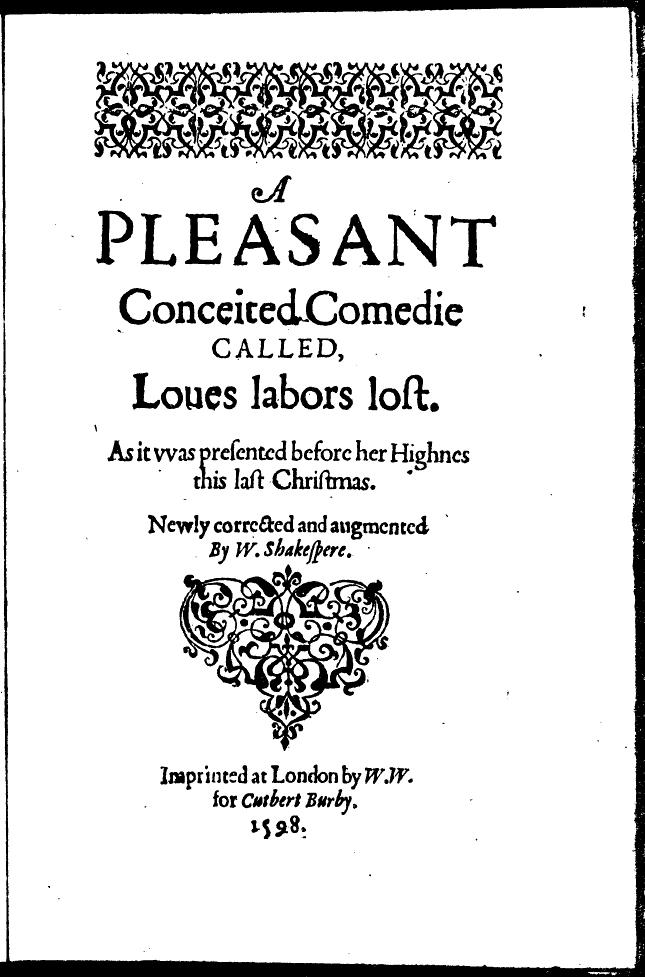
Portada de la primera edición de la obra. Londres 1598

Trabajos de amor perdidos (inglés: Love's Labour's Lost) es una de las comedias más tempranas de William Shakespeare. Se estima que pudo escribirla entre 1595 y 1596, y probablemente  es contemporánea de Romeo y Julieta y de El sueño de una noche de verano.

## Personajes
- FERNANDO, Rey de Navarra
- LA PRINCESA DE FRANCIA
- BEROWNE, LONGAVILLE y DUMAINE, caballeros del séquito del rey
- ROSALINA, CATALINA y MARIA, damas del séquito de la princesa
- BOYET, señor del séquito del rey
- DON ADRIANO DE ARMADO, caballero español de visita en la corte de Navarra
- MARCADÉ, mensajero
- MOTH, paje de ARMADO
- COSTARD, rústico gracioso
- SIR NATHANIEL, sacerdote
- JAQUINETA, aldeana
- HOLOFERNES, maestro de escuela
- DULL, alguacil

## Argumento
Fernando, rey de Navarra, y tres de sus caballeros (Berowne, Longaville y Dumaine), hacen juramento de retirarse del mundo durante tres años para dedicarse al estudio y alcanzar la sabiduría. El juramento incluye llevar una vida frugal y no tener contacto con mujeres, a las que se les prohibirá acercarse a menos de una milla de la corte. Sin embargo este propósito pronto se ve puesto a prueba. Llega a la corte la Princesa de Francia con su séquito de damas a negociar la devolución de Aquitania, ahora en poder del navarro. 
Para no romper sus votos, el Rey decide alojar a las damas en un campamento fuera de la corte. El Rey y sus caballeros salen a reunirse con ellas y darles la bienvenida, y todos caen enamorados de las damas nada más conocerlas. 
Al mismo tiempo se desarrolla una trama paralela. Don Adriano de Armado, un caballero español que se encuentra de visita en la corte de Navarra, acusa a Costard, un rústico, de haber infringido el edicto del rey al tratar de cortejar a Jaquineta, una aldeana. Pero Armado se enamora también de Jaquineta, y así se lo confiesa a su paje, Moth.
Berowne y Armado escriben sendas cartas a sus respectivas amadas, y se las entregan a Costard para que se las entregue a sus destinatarias. En su estupidez, las entrega cambiadas. Boyet lee la carta delante de la Princesa y de sus damas, que hacen burla del estilo pedante y barroco de Armado. Por su parte, Jaquineta entrega la carta al cura para que se la lea, y Holofernes, también en su estupidez, considera que hay un trato de traición en la misiva, al involucrar a un caballero de la corte de Navarra con una persona del séquito de la de Francia, y obliga a Jaquineta a entregársela al Rey.
Los enamorados se retiran en solitario al bosque a lamentar sus penas de amor, de tal suerte que el primero en retirarse, Berowne, se esconde y puede oír lo que el resto de sus compañeros dicen. Al final, salen todos de su escondite y se reprochan unos a otros el haber roto sus votos y haber cometido perjurio. El que más reproches lanza es, precisamente, Berowne, ya que al haber sido el primero en llegar y esconderse, nadie ha podido oír sus lamentos. En ese momento llega Jaquineta con la carta de Berowne y, aunque este trata de destruirla, se descubre también su pasión, y queda humillado. Finalmente reconocen que la fuerza del amor es superior a su voluntad y se rinden a ella, y deciden galantear a sus damas, mandándoles cartas y regalos. 
El Rey y los caballeros idean una burla para divertir a las damas, que consiste en reunirse con ellas disfrazados de rusos y con máscara. Pero Boyet, oculto, ha oído sus preparativos y previene a la Princesa acerca de la chanza. Entonces las damas deciden devolverles la broma y reciben a los caballeros con antifaces. Esto da lugar a un sinfín de equívocos e intercambio de ingenios y agudezas. 
Armado, por su parte, pide la colaboración del maestro de escuela y de los demás para montar una pantomima con la que agasajar y entretener a las damas. Se trata de poner en escena “Los Nueve Paladines”, que representan a varios héroes de la antigüedad. 
Finalmente, el Rey levanta su edicto y permite a las damas entrar en la corte. Se anuncia el inicio de la representación con la llegada de los participantes. En medio de la representación, bastante deslucida por la torpeza de los actores, y cuando Armado está representando su papel, Costard anuncia que Jaquineta está embarazada de él. Acto seguido, entra un mensajero anunciando que el rey de Francia ha muerto. La Princesa ordena los preparativos para regresar a Francia. La Princesa y el resto de las damas afirman que tomaron los cortejos de los caballeros como parte de una broma y les piden pruebas de que su amor es sólido y duradero, imponiéndoles diversas penitencias a cumplir. Solo así aceptarán su amor después de un periodo de sacrificios. Por su parte, Armado promete a Jaquineta responsabilizarse de la situación y tomar el arado por tres años.

## Estilo
Trabajos de amor perdidos es comúnmente considerada como una de las comedias shakespearianas más extravagantes e intelectuales. Abunda en términos precisos y escuetos, paronomasias y alusiones literarias, y  está llena de ingeniosos pastiches de formas poéticas contemporáneas. Se ha alegado que fue compuesta para ser representada en el Inns of Court, cuyos alumnos estarían mejor capacitados para apreciar su estilo, característica que le ha costado popularidad respecto a otras obras del dramaturgo, debido a que es prácticamente inaccesible para la audiencia actual.

## Adaptación cinematográfica
La película del actor y director Kenneth Branagh, filmada en el año 2000, sitúa la historia en la década de 1930, intentando hacerla más accesible al público, tras agregarle un musical de fondo.